# 초코뱅크
《초코뱅크》는 대한민국의 웹드라마이다. 

## 줄거리
창업 성공을 꿈꾸는 주인공 ‘하초코’와 그를 돕는 금융권 취업준비생인 ‘김은행’의 밝고 건강한 로맨틱 코미디.

## 등장 인물
- 카이 : 김은행 역
- 박은빈 : 하초코 역 (변말년 역) (아역 박서연)
- 연준석 : 달수 역 (아역 최민영)
- 공다임 : 채리 역
- 이일화 : 박정자 역
- 윤기원 : 카페 손님 역
- 김숙 : 은행원 역
- 김영희
- 이정수
- 홍승일
- 서시아
- 강율
- 이슬
- 김창겸
- 홍성숙
- 이선영
- 한춘일 : 경비원 역
- 신신범
- 강현석
- 원유빈
- 조아진
- 김이슬